# Promozione Sicilia 1952-1953
La Promozione fu il massimo campionato regionale di calcio disputato in Sicilia nella stagione 1952-1953.
La nuova massima categoria regionale presentava caratteristiche innovative, dato che pur essendo gestita dalle leghe regionali, a differenza del passato la formula del torneo era decisa direttamente dalla FIGC. A ciascun girone, che garantiva al suo vincitore la promozione in IV Serie a condizione di soddisfare le condizioni economiche richieste dai regolamenti, partecipavano sedici squadre, ed era prevista la retrocessione delle quattro peggio piazzate, anche se erano possibili aggiustamenti automatici per ripartire fra le appropriate sedi locali le squadre discendenti dalla IV Serie.

## Composizione

### Squadre partecipanti
| Club                       | Città                 | Stagione precedente     |
| -------------------------- | --------------------- | ----------------------- |
| U.S. Adrano                | Adrano (CT)           | 5º in Prima Divisione   |
| A.S. Augusta               | Augusta (SR)          | 9º in Promozione gir.O  |
| A.S. Caltagirone           | Caltagirone (CT)      | 6º in Prima Divisione   |
| A.S. Canicattì             | Canicattì (AG)        | 15º in Promozione gir.O |
| G.S. Folgore Castelvetrano | Castelvetrano (TP)    | 13º in Promozione gir.O |
| S.S. Gela                  | Gela (CL)             | 4º in Promozione gir.O  |
| U.S. Mazara                | Mazara del Vallo (TP) | 10º in Promozione gir.O |
| S.S. Milazzo               | Milazzo (ME)          | 8º in Promozione gir.O  |
| U.S. Modica                | Modica (RG)           | 5º in Promozione gir.O  |
| U.S. Notinese              | Noto (SR)             | 7º in Promozione gir.O  |
| Pol. Plutia                | Piazza Armerina (EN)  | 2º in Prima Divisione   |
| U.S. Ragusa                | Ragusa                | 1º in Prima Divisione   |
| Pol. Riposto               | Riposto (CT)          | 14º in Promozione gir.O |
| U.S. Sciacca               | Sciacca (AG)          | 5º in Promozione gir.O  |
| S.S. Scicli                | Scicli (RG)           | 2º in Prima Divisione   |
| C.S. Stefano La Motta      | Nicosia (EN)          | 4º in Prima Divisione   |

### Classifica finale
|  | Pos. | Squadra               | Pt | G  | V  | N  | P  | GF | GS  | DR   |
|  | ---- | --------------------- | -- | -- | -- | -- | -- | -- | --- | ---- |
|  | 1.   | Gela                  | 42 | 30 | 20 | 2  | 8  | 66 | 31  | +35  |
|  | 2.   | Caltagirone           | 42 | 30 | 16 | 10 | 4  | 47 | 27  | +20  |
|  | 3.   | Scicli                | 39 | 30 | 16 | 7  | 7  | 55 | 33  | +22  |
|  | 4.   | Modica                | 38 | 30 | 15 | 8  | 7  | 50 | 21  | +29  |
|  | 5.   | Notinese              | 37 | 30 | 17 | 3  | 10 | 48 | 31  | +17  |
|  | 6.   | Milazzo               | 34 | 30 | 13 | 8  | 9  | 70 | 34  | +36  |
|  | 6.   | Pol. Plutia           | 34 | 30 | 15 | 4  | 11 | 53 | 29  | +24  |
|  | 6.   | Ragusa                | 34 | 30 | 13 | 8  | 9  | 58 | 36  | +22  |
|  | 9.   | Folgore Castelvetrano | 32 | 30 | 12 | 8  | 10 | 46 | 40  | +6   |
|  | 10.  | Mazara                | 28 | 30 | 8  | 12 | 10 | 49 | 51  | -2   |
|  | 10.  | Canicattì             | 28 | 30 | 11 | 6  | 13 | 42 | 48  | -6   |
|  | 12.  | Augusta               | 27 | 30 | 10 | 7  | 13 | 41 | 50  | -9   |
|  | 13.  | Pol. Riposto          | 20 | 30 | 7  | 6  | 17 | 46 | 65  | -19  |
|  | 13.  | Stefano La Motta      | 22 | 30 | 7  | 8  | 15 | 28 | 52  | -24  |
|  | 15.  | Adrano                | 18 | 30 | 5  | 9  | 16 | 28 | 45  | -17  |
|  | 16.  | Sciacca               | 4  | 30 | 0  | 4  | 26 | 17 | 151 | -134 |

Verdetti
- Gela campione di Sicilia e promosso in IV Serie.
- Riposto, La Motta, Adrano e Sciacca retrocesse in Prima Divisione.